# Олійник Ольга Арсенівна
Олійник Ольга Арсенівна (2 липня 1925, Матусів Шполянського району Черкаської області, УРСР — 13 жовтня 2001, Москва) — радянська математик українського походження, дійсна членка РАН, завідувачка кафедри МДУ, професор.

## Життєпис
Ольга Олійник народилася 2 липня 1925 року в селі Матусів Шполянського району Черкаської області, а шкільні роки провела в містечку Сміла, Черкаської області. З початком війни сім'я економіста евакуювалася разом із заводом до м. Перм (Росія), де Ольга закінчила десятирічку у 1942 році і вступила на фізмат університету та відвідувала семінар професора Московського університету Софії Яновської, з якою й перебереться до столиці. Закінчить з відзнакою мехмат університету ім. Ломоносова у 1947 році і назавжди пов'яже з ним свою долю.
Похована на Троєкурівському цвинтарі в Москві.

## Доробок
Напрямок її наукової діяльності визначився під впливом академіка Івана Петровського — диференціальні рівняння в застосуванні до нестаціонарної фільтрації рідин і газів у пористих середовищах.
З ініціативи Ольги Олійник в 1973 році був створений семінар ім. І. Г. Петровського, з 1978 року проводяться щорічні спільні засідання цього семінару та Московського математичного товариства, які фактично є великими науковими конференціями широкого профілю. Ольга Олійник спільно з Іваном Петровським заснували провідну наукову школу Російської Федерації — «Асимптотичні методи розв'язання диференціальних рівнянь» Інституту математики і механіки УрО РАН, Інституту математики з ВЦ Уфимського наукового центру РАН. Керівник наукової школи — А. М. Ільїн.
Стала першою радянською жінкою, котра вже у 29 років стала доктором фізико-математичних наук. Захистила кандидатську дисертацію — «О топологии действительных алгебраических кривых на алгебраической поверхности» (1950 р.), докторську — («Краевые задачи для уравнений с частными производными с малым параметром при старших производных и задача Коши для нелинейных уравнений в целом»(1954 р.), професор (1955), академік. Працювала в Московському університеті та Математичному інституті імені Стєклова. З 1950 року і до кінця життя Ольга Олійник була членом «Московського математичного товариства», в 1954—2001 роках — членом правління. Ольга Олійник була головним редактором журналу «Праці Московського математичного товариства».
Наукова діяльність — диференціальні рівняння. У її доробку понад 359 статей і публікацій. Підготувала 58 кандидатів фізико-математичних наук та 14 докторів фізико-математичних наук.
Основні результати досліджень Ольги Олейник — отримані відповіді на ряд питань, поставлених в 16-й Проблемі Гільберта про взаємне розташування і число пов'язаних компонент дійсних алгебраїчних кривих і поверхонь, побудована теорія розривних розв'язків задачі Коші для квазілінійних рівнянь першого порядку, вивчені нелінійні рівняння теорії фільтрації, побудована математична теорія рівнянь примежевого шару Людвіґа Прандтля, досліджений клас рівнянь другого порядку з неневід'ємною характеристичною формою, вивчені математичні задачі теорії пружності, досліджені якісні властивості їх розв'язків, розв'язано низку задач математичної фізики, пов'язаних з теорією усереднення, вивчені якісні властивості розв'язків нелінійних рівнянь .
З лекціями та доповідями Ольга Олійник виступала в Італії, Франції, США, Німеччині, Японії, Швеції, Великій Британії.

### Лекції та доповіді
- О. А. Олійник, «Лекції з рівнянь з частинними похідними». — 1976.
- О. А. Олійник, О. В. Радкевич, «Рівняння другого порядку з неневід'ємною характеристичною формою». — 1971.
- О. А. Олійник, Г. А. Іосиф'яна, А. С. Шамаєв «Математичні задачі теорії сильно неоднорідних пружних середовищ». — МДУ, 1990. — 310 с. — ISBN 5-211-00947-9
- О. А. Олійник, В. М. Самохін, «Математичні методи в теорії примежевого шару». — Фізматліт, 1997. — 512 с. — ISBN 5-02-015202-1
- Oleinik, O.A. and Radkevich, «EVSecond Order Equations with Non-negative Characteristic Form». — New York: Plenum Press, 1973.
- O. A. Oleinik, «Some asymptotic problems of the theory of partial differential equations». — Cambridge: Cambridge University Press, 1995.
- О. А. Олійник, «Лекції з рівнянь з частинними похідними». — Видання 2-е, виправлене і доповнене. — Біном, 2005. — 60 с. — ISBN 594774208X
- V. V. Jikov, S. M. Kozlov, O. A. Oleinik, «Homogenization of differential operators and integral functionals». — Springer-Verlag New York, Inc, 1994. — 570 с. — ISBN 978-0387548098

У 1986—1987 роках підготувала до друку два томи «Вибраних праць» І. Г. Петровського. За її редакцією у 1988 році була перевидана монографія С. Л. Соболєва «Деякі застосування функціонального аналізу в математичній фізиці».

## Нагороди та премії
- Премія імені М. Г. Чеботарьова (1952) — за дослідження рівнянь з малим параметром при похідних вищих порядків
- Премія імені М. В. Ломоносова (1964) — за роботи, присвячені теорії нелінійних диференціальних рівнянь з частинними похідними
- Державна премія СРСР (1988)
- Іменна медаль Коллеж де Франс
- Член Італійської АН в Палермо з 1967
- Іноземний член Національної академії дей-Лінчей (Італія)
- Член Единбурзького королівського товариства з 7 березня 1983
- Орден Пошани (1995)
- Заслужений діяч науки і техніки РРФСР (1985)
- Заслужений професор МГУ (1997)